# XLR

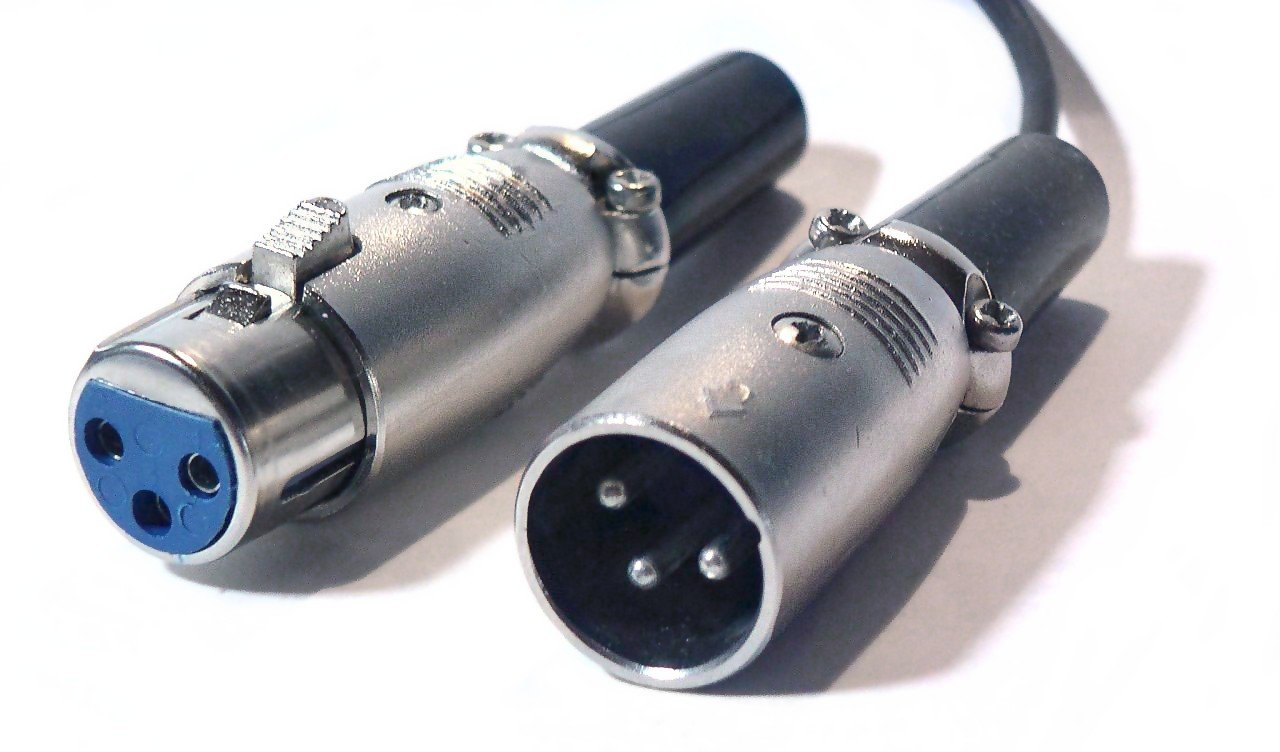
Частини кабельного роз'єму XLR: розетка зліва і штекер праворуч

XLR — тип циліндричного електричного з'єднувача, в першу чергу для професійного аудіо, відео та студійного освітлювального обладнання. З'єднувач має від трьох до семи контактів. Надійність забезпечується товстими міцними контактними штирями і зубом-замком, який замикається при з'єднанні розетки і штекера (вилки).
Розроблений фірмою «Cannon Electric» (зараз складова частина ITT Corporation), через що у середовищі музикантів має назву Канон (англ. «Cannon»).

## Назва
Буква «X» в абревіатурі XLR означає серію (до цього фірма ITT Cannon випустила серію роз'ємів, назва яких починалась на букву U»).
Буква «L» означає «Latched» («з защіпкою»). Буква «R» означає Resilient polychloroprene (еластична гума синтетичного походження) - матеріал, з якого виготовлена захисна кільцева прокладка на конекторі «female». Також випускався роз'єм серії XLP, де P» означає «Plastic» («пластик»). Ця серія нічим не відрізнялась від XLR, окрім матеріалу прокладки.

## Розпайка

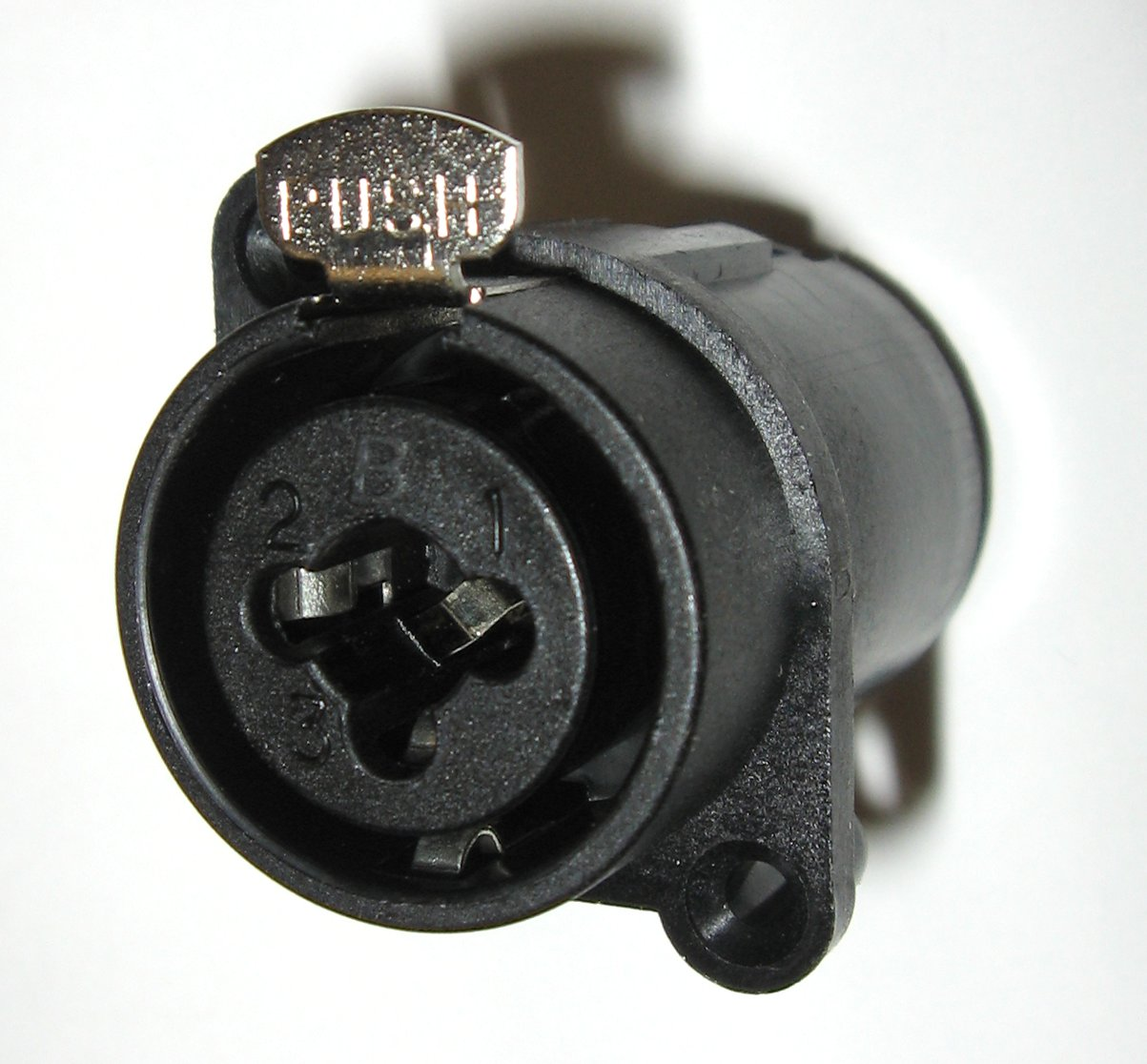
XLR and 0.25 inch TRS phone connector combo jack.

|         |                                                     |
| Контакт | Призначення                                         |
| 1       | Земля (оплетення кабелю)                            |
| 2       | Плюсовий (червоний) провід симетричного підключення |
| 3       | Мінусовий (синій) провід симетричного підключення   |